# Campor Timur
Campor Timur is een bestuurslaag in het regentschap Sumenep van de provincie Oost-Java, Indonesië. Campor Timur telt 839 inwoners (volkstelling 2010).